# El Boix (Torà)
El Boix és una masia de Torà (Solsonès) inclosa a l'Inventari del Patrimoni Arquitectònic de Catalunya.

## Situació
La masia està situada al sud-est del petit nucli de Sant Serni, al vessant dret del barranc de Figuerola, a tocar del terme de Pinós, envoltada de camps de conreu.
El camí per anar-hi surt de la carretera de Torà a Ardèvol, a 5,4 km. de Fontanet (41° 50′ 24″ N, 1° 28′ 42″ E / 41.840052°N,1.478262°E), poc després de deixar a l'esquerra la masia de cal Miqueló. Es pren el desviament a la dreta (sud-est senyalitzat "l'Oliva") i als 200 metres la pista de l'esquerra. La masia queda poc més enllà.

## Descripció

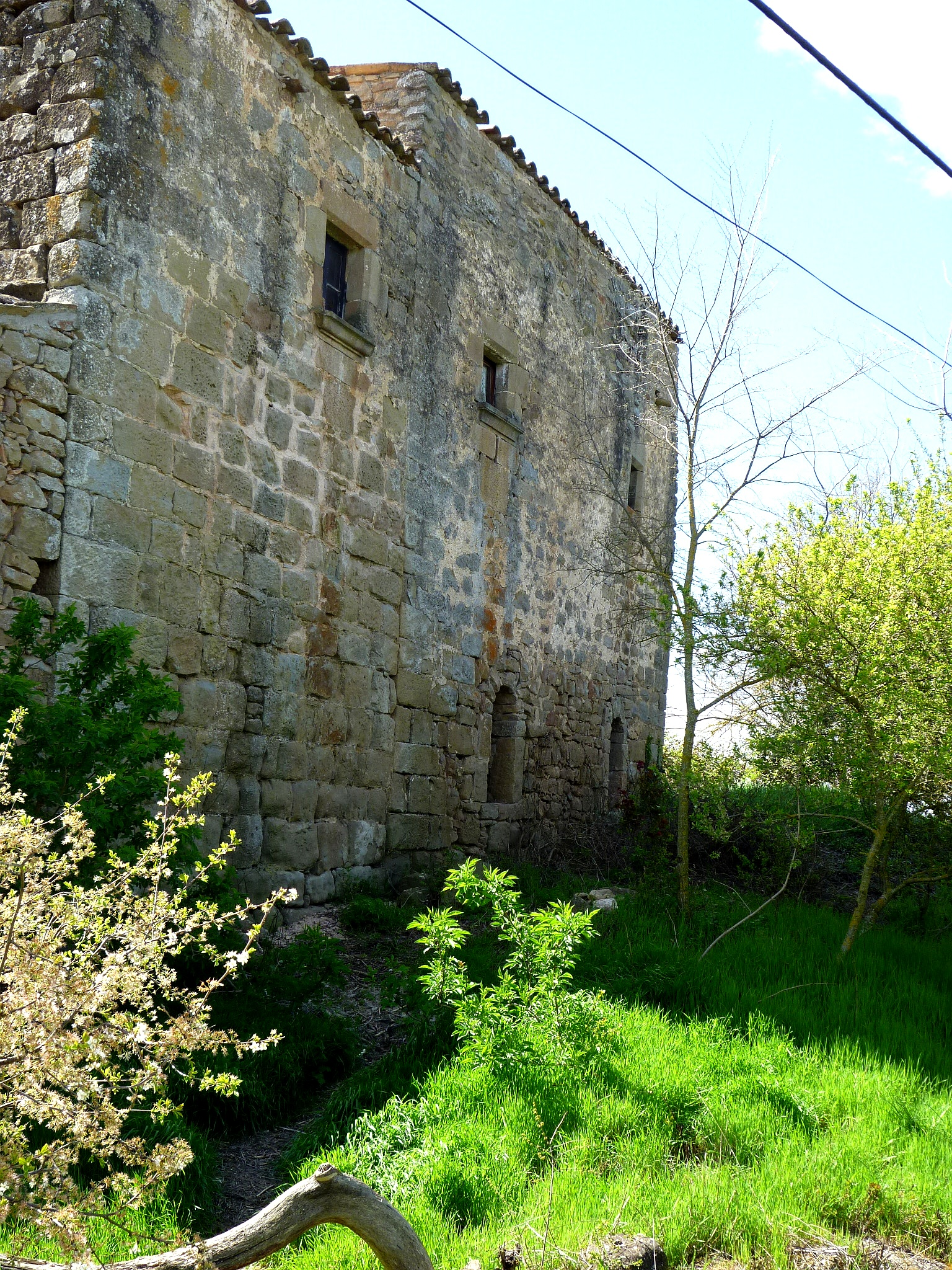
Façana nord

Es tracta d'una antiga casa rural. Una altra casa s'hi annexa a la façana principal. Un portal condueix a un petit pati tancat per les dues cases i per diversos coberts que s'hi annexen per la part lateral dreta. Consta de tres plantes. La façana principal es troba al sud-est. La porta d'accés duu la data d'una reforma inscrita a la llinda: 1820. A la planta següent hi ha una finestra en llinda de pedra i ampit. A la façana nord-est, a la planta baixa hi ha un edifici annex. A la següent a l'esquerra hi ha una finestra amb llinda de pedra i a la dreta una petita obertura apuntada. A la darrera planta hi ha una petita finestra. La resta de façanes estan cobertes per la vegetació i només s'hi observen algunes obertures.
La coberta és de dos vessants, acabada amb teules.
El cos adjunt orientat a la façana principal de la casa, té una entrada amb llinda de fusta i porta de fusta a la planta baixa. A la planta següent., hi ha una finestra amb llinda de pedra i ampit. A la darrera n'hi ha una de petita.

## Història
La datació aproximada és del segle xviii o principis del XIX. Molt probablement té uns precedents molt més antics, medievals.